# Różowa
Różowa – wieś w Polsce położona w województwie mazowieckim, w powiecie łosickim, w gminie Łosice.
Wierni Kościoła rzymskokatolickiego należą do parafii Macierzyństwa Najświętszej Maryi Panny w Łuzkach.
W latach 1975–1998 miejscowość administracyjnie należała do województwa bialskopodlaskiego.
Wieś leży przy drodze wojewódzkiej nr 698 w odległości 8,5 km na wschód od Łosic.